# Тешемля (станция, Вологодская область)
Тешемля — населённый пункт (тип: железнодорожная станция) в Бабаевском районе Вологодской области, посёлок при станции Тешемля Октябрьской железной дороги (линия Санкт-Петербург — Вологда) .
Входит в состав Тороповского сельского поселения, с точки зрения административно-территориального деления — в Тороповский сельсовет.

## География
Расстояние по автодороге до районного центра Бабаево — 28 км, до центра муниципального образования деревни Торопово — 2 км. Ближайшие населённые пункты — Лютомля, Старый Завод, Тешемля, Токарево, Тупик.

## История
Посёлок при станции появился при строительстве железной дороги и станции.

## Население
| 2010 |
| ---- |
| 28   |

По переписи 2002 года население — 38 человек (14 мужчин, 24 женщины). Преобладающая национальность — русские (97 %).

## Инфраструктура
Путевое хозяйство. Действует железнодорожная станция Тешемля.

## Транспорт
Автомобильный и железнодорожный транспорт.